# ام لخبا
ام لخبا یک منطقهٔ مسکونی در قطر است که در شهرداری دوحه واقع شده‌است. ام لخبا ۳٫۱ کیلومتر مربع مساحت و ۹٬۸۷۱ نفر جمعیت دارد.